# 原田譲二

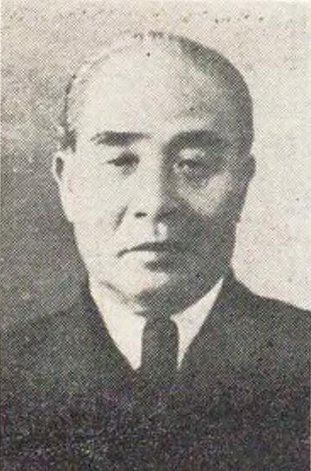
原田譲二

原田 譲二（はらだ じょうじ、1885年3月26日 - 1964年2月10日）は、日本のジャーナリスト。貴族院勅選議員。

## 経歴
岡山県後月郡西江原村（現・井原市）出身。1907年早稲田大学卒。報知新聞社に入り、1915年、東京朝日新聞社に入る。社会部長を経て、1925年、大阪朝日新聞社に入る。同社では編集局長から専務となり、1946年8月14日、貴族院勅選議員となった。貴族院議員は交友倶楽部に所属し翌1947年5月2日の貴族院廃止まで在職した。同年12月に公職追放を受けた。その後、追放解除となり、1964年に死去した。